# Abraham Gotthelf Kästner
Abraham Gotthelf Kästner (Lipsia, 27 settembre 1719 – Gottinga, 20 giugno 1800) è stato un matematico tedesco. È noto soprattutto per la propria opera didattico-manualistica ed enciclopedica, ma scrisse anche epigrammi.  Gli è dedicato il cratere Kästner sulla Luna.

## Biografia
Figlio del professore di giurisprudenza Abraham Kästner, sposò Anna Rosina Baumann nel 1757 dopo dodici anni di fidanzamento. Lei morì meno di un anno dopo di una malattia polmonare; Kästner ebbe poi una figlia con un'altra donna.
Kästner studiò legge, filosofia, fisica, matematica e metafisica a Lipsia dal 1731 e divenne notaio nel 1733. Fu abilitato dall'università di Lipsia nel 1739, insegnò filosofia, logica e legge, e diventò professore associato nel 1746. Nel 1751 fu eletto membro dell'accademia svedese delle scienze, di cui tradusse molti bollettini. Nel 1756 diventò professore ordinario di filosofia naturale all'università di Gottinga. Nel 1763, succedendo a Tobias Mayer, diventò anche direttore dell'osservatorio. Nel 1789, fu eletto Fellow of the Royal Society.
Fra i suoi studenti vi furono Georg Christoph Lichtenberg, Johann Christian Polycarp Erxleben, Johann Friedrich Pfaff (relatore di Carl Friedrich Gauss), Johann Tobias Mayer, Heinrich Wilhelm Brandes, Farkas Bolyai (padre di János Bolyai) e Georg Klügel.

## Opere

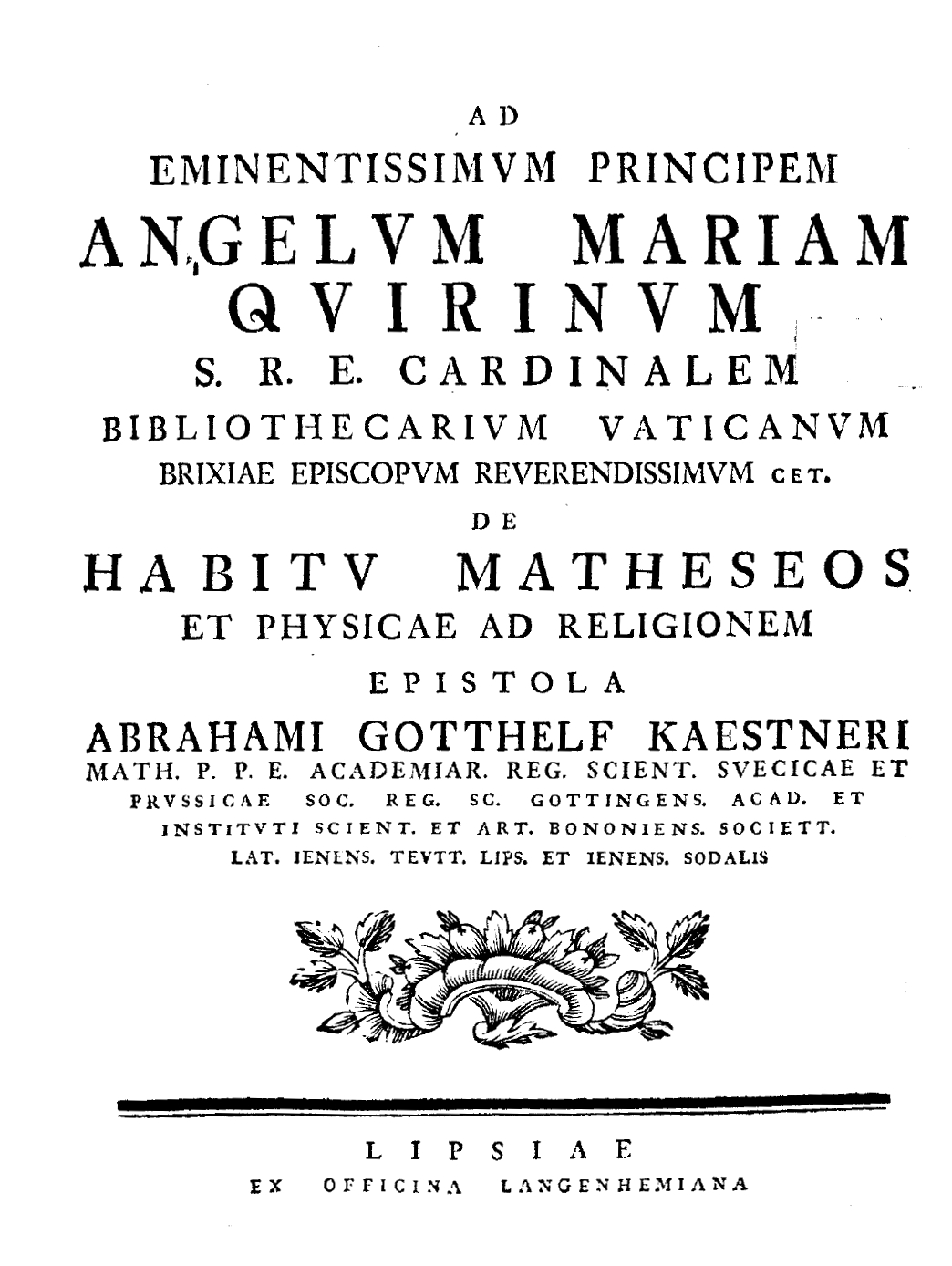
De habitu matheseos et physicae ad religionem, 1752

- (LA) De habitu matheseos et physicae ad religionem, Leipzig, Johann Christian Langenheim, 1752.